# Miksi Attila
Miksi Attila (Békéscsaba, 1967. szeptember 5. – Győr, 2020. június 16. vagy előtte) magyar színművész, rendezőasszisztens, művészeti titkár.

## Életpályája
1989-től a Szegedi Nemzeti Színház, majd 1992-től a Győri Nemzeti Színház tagja. 3 évvel később a Nyugat-Magyarországi Egyetem Apáczai Csere János Karának óraadó tanáraként is dolgozott szintén Győrben.
Pályafutása alatt megkapta a Győr Kultúrájáért díjat, a Magyar Televíziók Országos Szemléjén a Magyar vándor című úti filmért a Közönség-díjat, a Nyugat-Magyarországi Kisfilmes Fesztiválon pedig a Töredék című alkotásért a Legjobb elsőrendezés-díjat.